# Islandiana mimbres
Espèce
Islandiana mimbres est une espèce d'araignées aranéomorphes de la famille des Linyphiidae.

## Distribution
Cette espèce est endémique du Nouveau-Mexique aux États-Unis,. Elle se rencontre dans les Mimbres Mountains.

## Description
Le mâle holotype mesure 1,3 mm.

## Étymologie
Son nom d'espèce lui a été donné en référence au lieu de sa découverte, les Mimbres Mountains.

## Publication originale
- Ivie, 1965 : The spiders of the genus Islandiana (Linyphiidae, Erigoninae). American Museum Novitates, no 2221, p. 1-25 (texte intégral).